# Сан-Бартоломео-ин-Гальдо
Сан-Бартоломео-ин-Гальдо (итал. San Bartolomeo in Galdo) — коммуна в Италии, располагается в регионе Кампания, подчиняется административному центру Беневенто.
Население составляет 5839 человек (на 2001 г.), плотность населения составляет 71 чел./км². Занимает площадь 82 км². Почтовый индекс — 82028. Телефонный код — 0824.
Покровителем коммуны почитается святой апостол Варфоломей. Праздник ежегодно празднуется 24 августа.